# بايرون إي. هايت
بايرون إي. هايت (بالإنجليزية: Byron E. Hyatt)‏ هو سياسي أمريكي، ولد في 3 سبتمبر 1873، وتوفي في 11 نوفمبر 1936.